# Benimuslem
Benimuslem és un municipi del País Valencià, que es troba a la comarca de la Ribera Alta.
Limita amb Alberic, Alzira i Carcaixent.

## Geografia
La superfície del terme és completament plana. Està situat a la ribera esquerra del riu Xúquer, que el separa dels térmens de Carcaixent i Castelló, pel sud i el sud-est.
El clima és mediterrani; els vents més freqüent són el llevant i el ponent; el primer és el qual ocasiona les pluges, generalment, a la primavera i tardor.

## Història
Alqueria musulmana que fou donada a Gorgeri de Calatayud el 1244. El 1459 passà a Lluís de Castellví, al fill del qual, Peres, se li va concedir en 1473 el títol de baró. En 1609 quedà despoblat a conseqüència de l'expulsió dels moriscs. El 1615 passà als Pertussa i és vinculada com a baronia, el 1620, pel baró de Benidoleig. Posteriorment ha pertangut als Escals, Falcó i als Rodríguez de la Encina.

## Demografia
| 1990 | 1992 | 1994 | 1996 | 1998 | 2000 | 2002 | 2004 | 2006 | 2007 | 2011 |
| ---- | ---- | ---- | ---- | ---- | ---- | ---- | ---- | ---- | ---- | ---- |
| 568  | 569  | 568  | 552  | 551  | 547  | 561  | 583  | 594  | 605  | 683  |

## Economia
Segons Cavanilles, el 1795 produïa arròs, seda, blat i dacsa. A hores d'ara la seua economia continua basant-se en l'agricultura.

## Política i govern

### Composició de la Corporació Municipal
El Ple de l'Ajuntament està format per 7 regidors. En les eleccions municipals de 26 de maig de 2019 foren elegits 4 regidors del Partit Popular (PP) i 3 del Partit Socialista del País Valencià (PSPV-PSOE).
| Eleccions municipals de 26 de maig de 2019 - Benimuslem                                                          |                                          |                                     |                                     |      |          |          |
| Candidatura | Candidatura                              | Candidatura                         | Cap de llista                       | Vots | Vots     | Regidors |
| | Partit Popular                           |                                     | Ramón Pascual García                | 268  | 61,33%   | 4 (+1)   |
| | Partit Socialista del País Valencià-PSOE |                                     | Antonia Vilar Quilis                | 162  | 37,07%   | 3 (-1)   |
| | Vots en blanc                            |                                     |                                     | 7    | 1,60%    |          |
| Total vots vàlids i regidors                                                                                     | Total vots vàlids i regidors             | Total vots vàlids i regidors        | Total vots vàlids i regidors        | 437  | 100 %    | 7        |
| | Vots nuls                                | Vots nuls                           | Vots nuls                           | 9    | 2,02%    |          |
| Participació (vots vàlids més nuls)                                                                              | Participació (vots vàlids més nuls)      | Participació (vots vàlids més nuls) | Participació (vots vàlids més nuls) | 446  | 84,63%** |          |
| Abstenció | Abstenció                                | Abstenció                           | Abstenció                           | 81*  | 15,37%** |          |
| Total cens electoral                                                                                             | Total cens electoral                     | Total cens electoral                | Total cens electoral                | 527* | 100 %**  |          |
| Alcalde: Ramón Pascual García (PP) (15/06/2019) Per majoria absoluta dels vots dels regidors                     |                                          |                                     |                                     |      |          |          |
| Fonts: JEC, JEZ Alzira, Periòdic Ara. (* No són vots sinó electors. ** Percentatge respecte del cens electoral.) |                                          |                                     |                                     |      |          |          |

### Alcaldes
Des de 2023 l'alcaldessa de Benimuslem és Maria-Neus Chapí Vives del Partit solista (PSPV-PSOE).
| Període                       | Alcalde o alcaldessa                             | Partit polític | Data de possessió     | Observacions |
| ----------------------------- | ------------------------------------------------ | -------------- | --------------------- | ------------ |
| 1979–1983                     | Francisco Quilis Ortiz                           | UCD            | 19/04/1979            | --           |
| 1983–1987                     | Salvador Cuquerella Llopis                       | OIV            | 28/05/1983            | --           |
| 1987–1991                     | Salvador Cuquerella Llopis                       | PSPV-PSOE      | 30/06/1987            | --           |
| 1991–1995                     | Salvador Cuquerella Llopis                       | PSPV-PSOE      | 15/06/1991            | --           |
| 1995–1999                     | Tomás Rivera Mancebo                             | PP             | 17/06/1995            | --           |
| 1999–2003                     | Tomás Rivera Mancebo                             | PP             | 03/07/1999            | --           |
| 2003–2007                     | Tomás Rivera Mancebo                             | PP             | 14/06/2003            | --           |
| 2007–2011                     | Tomás Rivera Mancebo Vicente Miguel Perpiñá Juan | PP             | 16/06/2007 21/05/2008 | n/d --       |
| 2011–2015                     | Maria Antonia Vilar Quilis                       | PSPV-PSOE      | 11/06/2011            | --           |
| 2015–2019                     | Maria Antonia Vilar Quilis                       | PSPV-PSOE      | 13/06/2015            | --           |
| 2019-2023                     | Ramón Pascual García                             | PP             | 15/06/2019            | --           |
| Des de 2023                   | Maria-Neus Chapí Vives                           | PSPV-PSOE      | 17/06/2023            | --           |
| Fonts: Generalitat Valenciana |                                                  |                |                       |              |

## Monuments
- Església de la Puríssima Concepció, bastida en estil barroc en 1830 i restaurada en 1948, en què es va afegir un cos a la torre.

## Festes
- Festes Patronals. En honor del Crist de la Salut, la Puríssima i Sant Roc, el segon dissabte d'agost amb els dijous i divendres anteriors.